# Lenita Estrela de Sá
Lenita Estrela de Sá (São Luís,  15 de dezembro de 1961) é uma romancista, contista, dramaturga, roteirista e poeta brasileira.

## Biografia
Filha de Cecílio Sá, marceneiro e teatrólogo, responsável pela criação do Teatro Amador no Maranhão. Graduou-se em Direito e Letras, com pós-graduação em Linguística Aplicada ao Ensino de Línguas Materna e Estrangeira. É servidora do Tribunal Regional Eleitoral do Maranhão, na função de analista judiciário.
Começou a escrever muito jovem. Perto dos 15 anos, estimulada por um encontro com Josué Montelo, publica seu primeiro artigo no jornal O Imparcial, intitulado Alcântara na Festa do Divino. Seu primeiro livro de poesia, chamado Reflexo, foi lançado quando tinha 17 anos. A peça Ana do Maranhão foi escrita aos 19 anos, baseando-se em obra do historiador maranhense Jerônimo de Viveiros, tendo sido relançada em 2012. Escreveu também vários textos para o público infantil, como A Filha de Pai Francisco’’ e A Largatinha Crisencrise.
O  livro de poemas Pincelada de Dali e Outros Poemas foi prefaciado por Ferreira Gullar, enquanto Antídoto, também de poesias e publicado em 2017 pela Editora Sete Letras, possui apresentação do poeta Salgado Maranhão. Em 2018, pela mesma editora, publica  Brasas Ardentes nas Pontas dos Dedos, livro com 14 contos. Foi incluída por Rubens Jardim na Antologia As Mulheres Poetas na Literatura Brasileira e seu nome é citado no Dicionário Crítico de Escritoras Brasileiras, de Nelly Novaes Coelho. Possui contos  e poemas publicados em diversas antologias e revistas.
Vive e trabalha em São Luís.

## Obras

### Livros Publicados
- 1979 – Reflexo: poesia
- 1980 – Ana do Maranhão - teatro
- 1988 – Do Palco à Paixão: Cecílio Sá, 50 anos de teatro - pesquisa
- 1995 – A Filha de Pai Francisco: bumba meu boi para crianças
- 2005 – A Largatinha Crisencrise
- 2010 – Cinderela de Berlim e Outras Histórias
- 2015 – Pincelada de Dali e Outros Poemas
- 2015 – A Estrelinha Aparecida
- 2016  A Infeliz Perpetinha de Alto Alegre - roteiro
- 2017 – Catarina Mina
- 2017 – Antídoto
- 2018 – Brasas Ardentes nas Pontas dos Dedos

### Trabalhos em Antologias
- 1984- Antologia Guarnicê
- 1988- Novos Poetas do Maranhão
- 1993- As Aves Que Aqui Gorjeiam: vozes femininas na poesia maranhense
- 1995- Circuito de Poesia Maranhense
- 2002- Dicionário Crítico de Escritoras Brasileiras
- 2017- Coletânea de Prosa do Mulherio das Letras 2017
- 2018- Antologia As Mulheres Poetas na Literatura Brasileira

## Ligações Externas
- Dom e A Caminho do Trabalho, contos de Lenita Estrela de Sá na Germina Literatura
- Sangria, conto de Lenita Estrela de Sá na Revista InComunidade
- Ilha Virtual Ponto Com: informativo sobre literatura maranhense Número 20. Julho 2013.
- Perfis e Itinerários de Mulheres Intérpretes no Maranhão Revista Eletrônica de Ciência Política. Vol 8, n. 3, 2017.

## Prêmios
- Prêmio Arthur Azevedo/UFMA (1980)
- Prêmio Brasília de Teatro/INL (1981)
- Prêmio Apolônia Pinto/SECMA (1988)
- Prêmio Alice Silva Lima/UBE (1997)
- Prêmio Gonçalves Dias de Literatura/SECMA (2009)
- Prêmio Sousândrade/FUNC (2010).